# Bauhausgebäude Dessau

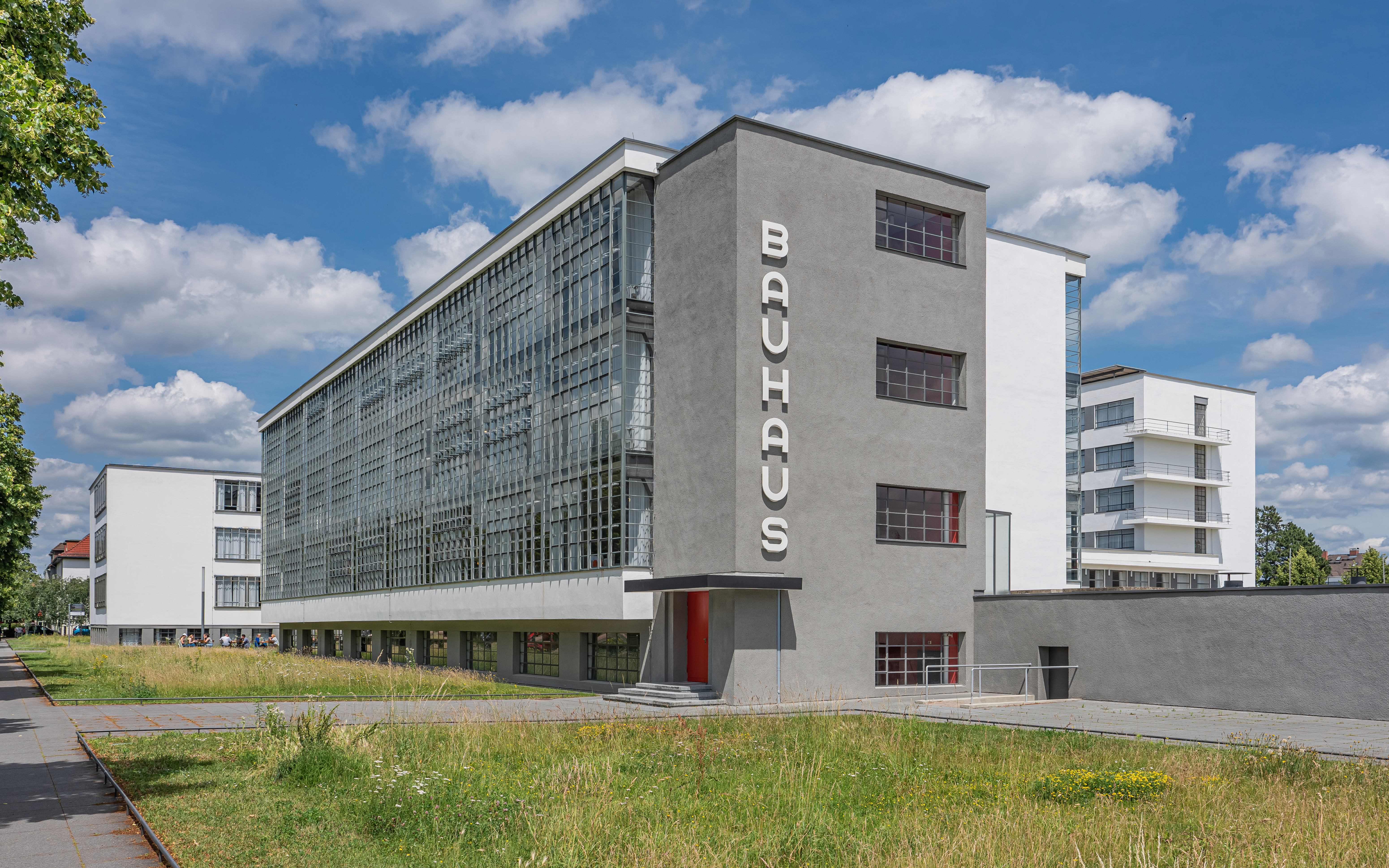
Werkstättenflügel von Südwesten (2024)

Das Bauhausgebäude Dessau, kurz Bauhaus Dessau ist das ehemalige Schulgebäude des Staatlichen Bauhauses in Dessau. Es wurde 1925 von Walter Gropius entworfen und 1925 bis 1926 für das zuvor in Weimar befindliche Bauhaus sowie für die Kunstgewerbe- und Handwerkerschule Dessau errichtet. Ebenso wie in den in unmittelbarer Nähe gelegenen und gleichzeitig geplanten und errichteten Meisterhäusern, konnte das Bauhaus mit diesen Neubauten seine architektonischen und künstlerischen Vorstellungen programmatisch verwirklichen. Das Gebäude gilt als wegweisend für die Entwicklung der modernen Architektur und ist eines der bekanntesten Beispiele moderner Architektur der Zwischenkriegszeit.
Das Gebäude wurde vom Bauhaus bis 1932 genutzt, als dieses auf Veranlassung der Nationalsozialisten geschlossen wurde und anschließend nur noch ein Jahr als Privatinstitut in Berlin existierte. Das Gebäude wurde nach der Schließung, nachdem es erst Pläne für dessen Abriss gegeben hatte, unter anderem als Gauführerschule genutzt und brannte im Zweiten Weltkrieg aus. Ab 1965 wurde das bis dahin stark umgebaute und als Berufsfachschule genutzte Gebäude weitgehend in den Erbauungszustand zurückversetzt und vom Amt für industrielle Formgestaltung genutzt. 1976, 1996 und 2006 erfolgten Restaurierungen und Instandsetzungen. Heute ist es als Baudenkmal zu besichtigen und beherbergt die Räumlichkeiten der Stiftung Bauhaus Dessau, deren Zweck in der Bewahrung und Vermittlung des Erbes des Bauhauses besonders in Dessau besteht und die auch Besitzerin des Gebäudes ist. Teile des Gebäudes werden zudem von der Hochschule Anhalt und als Apartment-Hotel genutzt.
Seit 1996 sind das Gebäude und die Meisterhäuser Teil des UNESCO-Weltkulturerbe „Das Bauhaus und seine Stätten in Weimar, Dessau und Bernau“. Zu dem Welterbe gehören zudem das Musterhaus Am Horn in Weimar, das Schulgebäude des Bauhauses in Weimar und seit 2017 die Laubenganghäuser Dessau-Törten sowie die ADGB-Bundesschule in Bernau bei Berlin.

## Beschreibung

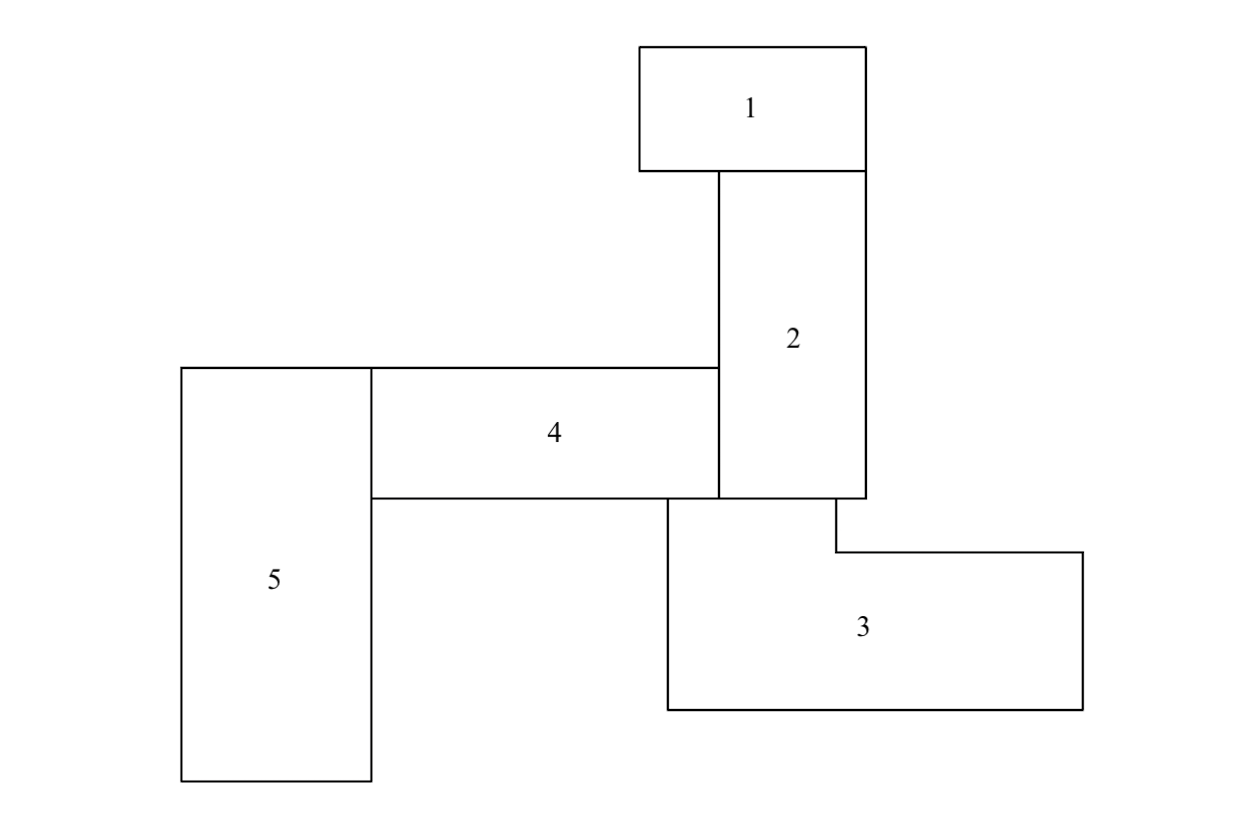
Schematischer Plan der Gesamtanlage, Norden ist etwa links

### Gesamtanlage
Das Bauhausgebäude Dessau befindet sich auf zwei rechteckigen Grundstücken an der östlichen Seite der Gropiusallee (früher Friedrichsallee). Die Grundstücke sind durch die Bauhausstraße (früher Leopoldsdank) getrennt, die orthogonal von der Gropiusallee abgeht.
Der Gebäudekomplex bildet im Grundriss eine komplexe geometrische Figur, die als „Flügelrad mit drei hakenförmigen Flügeln“ beschrieben wurde, aus vereinfacht betrachtet fünf, allesamt quaderförmigen, mit Flachdächern versehenen Gebäudeteilen (vergleiche mit dem Plan): der Werkstättenflügel (3) mit der markanten Glas-Vorhangfassade im Südwesten, der Flügel der Kunstgewerbe- und Handwerkerschule (5), später Technische Lehranstalten, im Norden, der Atelierbau (1) im Osten, einem Zwischentrakt (2) mit Aula, Bühne und Mensa zwischen Atelierbau und Werkstättentrakt, sowie dem Verwaltungstrakt (4) als Brücke zwischen Werkstättenflügel und Flügel der Kunstgewerbe- und Handwerkerschule.
Der Werkstättenflügel ist ein flachgestreckter, dreigeschossiger und unterkellerter Bau, dessen Langseite sich an der Gropiusallee befindet, von dieser jedoch zurückgesetzt ist. Seine Schmalseite im Norden ist ebenfalls, aber weniger von der dort befindlichen Bauhausstraße zurückgesetzt. Der Gebäudeflügel der Kunstgewerbe- und Handwerkerschule ist ebenfalls ein flachgestreckter, dreigeschossiger und unterkellerter Bau, dessen Schmalseite im Osten mit geringen Abstand von der Gropiusallee zurückgesetzt ist und dessen Langseite sich ebenfalls etwas zurückgesetzt entlang der Bauhausstraße befindet. Die beiden Gebäudeteile sind mit einer Brücke, dem Verwaltungstrakt, verbunden, die am Werkstatttrakt an dessen nördlichen Teil der Westseite anschließt und an der Kunstgewerbe- und Handwerkerschule an dessen westlichen Teil der Südseite. Der zweigeschossige Verwaltungstrakt überspannt auf Pfeilern die Bauhausstraße und schließt im dritten und vierten Stockwerk an die benachbarten Baukörper an. Westlich vom Anschlusspunkt des Verwaltungstraktes an den Werkstatttrakt schließt die Schmalseite des flachgestreckten, zweigeschossigen Zwischentrakt an, dessen Langseite sich entlang der Bauhausstraße befindet. Er verbindet den bisherigen Komplex mit dem hochgestreckten, fünfgeschossigen und unterkellerten Atelierbau.

### Gebäudeteile

#### Werkstättenflügel

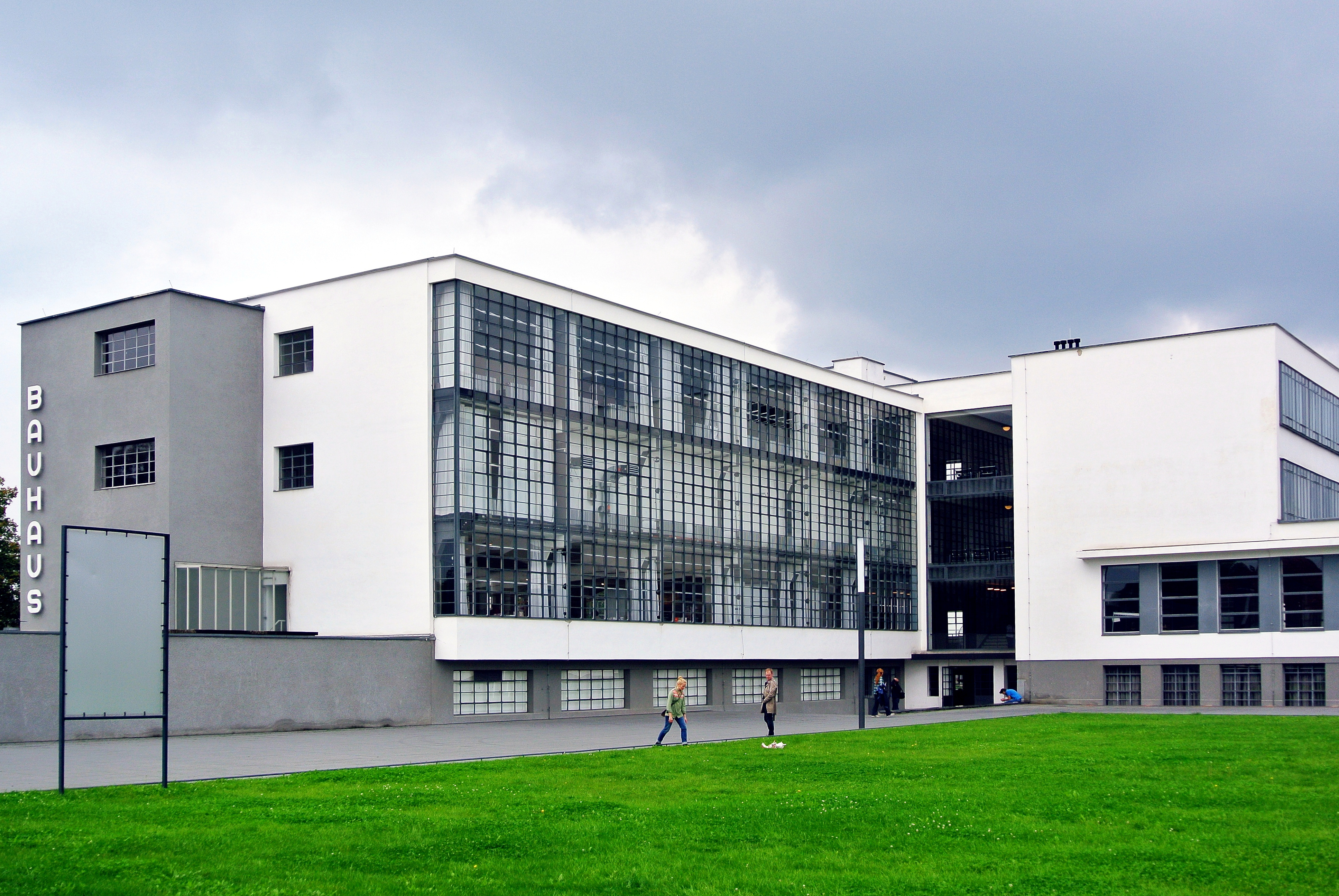
Werkstättenflügel von Südosten (2014)

Der dreigeschossige Werkstättenflügel ist besonders durch die vom Erdgeschoss bis dritten Stockwerk reichenden Glas-Vorhangfassaden charakterisiert, die sich an der West- und Nordfassade, sowie an der Ostfassade befinden. Die nordwestliche Vorhangfassade geht ohne Unterbrechung um die Ecke der beiden Fassaden (Nordwestecke) und schließt auch noch die Nordost- und Südwestecke mit ein. Die östliche Vorhangfassade schließt noch die südöstliche Ecke mit ein. Oben und unten werden die Vorhangfassaden durch weiße Putzbänder gegliedert. Nach oben bilden diese den Gebäudeabschluss in der Art einer Attika, nach unten bilden sie den Übergang zu dem zurückspringenden Kellergeschoss. Dieses ist versputzt und grau gestrichen und verfügt über regelmäßig angeordnete breite Fenster.
Besonders markant ist auch das Treppenhaus an der Südfassade mit den charakteristischen weißen Lettern, die das Wort „Bauhaus“ vor der grauen Putzfassade bilden. Die einzelnen Buchstaben sind durch Metallstäbe mit einigem Abstand von der Fassade angebracht. Drei breite Fenster gliedern das Treppenhaus, ebenso ein an der Südwestecke befindliches Vordach, was die ebenfalls rote Tür an der Westseite des Treppenhauses überdacht und den unteren Abschluss für den Schriftzug bildet. Zur Westseite ist das Treppenhaus nicht bündig mit der Vorhangfassade, sondern mit dem zurückspringenden Kellergeschoss, was ermöglicht, dass die Vorhangfassade sich hier, wie bereits oben erwähnt, noch um die Ecke zieht.

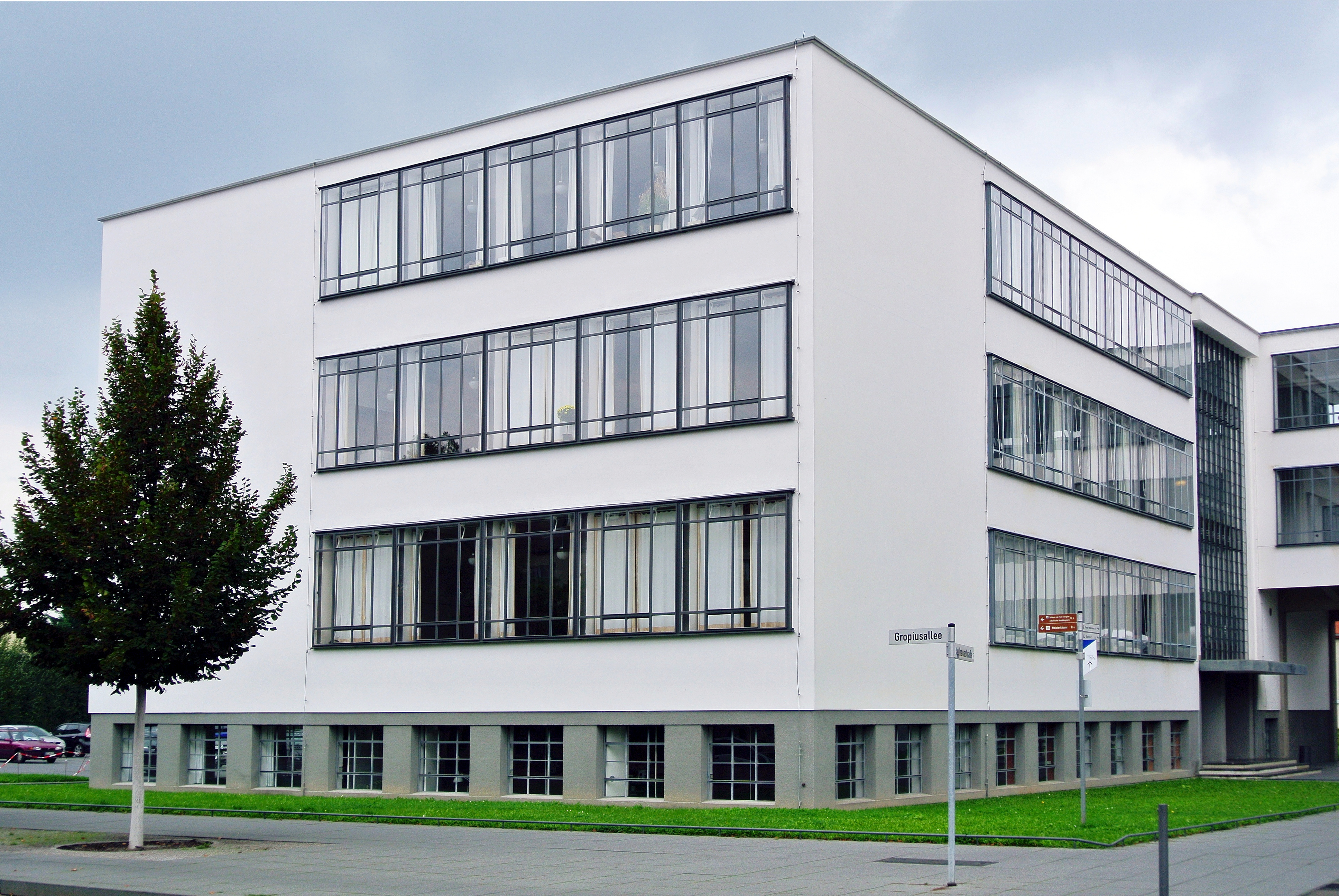
Kunstgewerbe- und Handwerkerschule von Südwesten (2014)

#### Flügel der Kunstgewerbe- und Handwerkerschule
Die Kunstgewerbe- und Handwerkerschule war eine eigene Institution, die im Gebäudekomplex untergebracht wurde. Dessen Gebäudeteil ist ein flachergestreckter, dreigeschossiger Bau, der Fassaden weiß verputzt sind und durch schwarze Fensterbänder durchbrochen werden. Das leicht zurückspringende Kellergeschoss ist grau gestrichen und mit gleichmäßig angeordneten, breiten Fenstern versehen. Während die Fensterbänder an der Nordseite die gesamte Gebäudebreite einnehmen, bleibt bei den anderen Seiten jeweils der Teil, der schon von einer Seite belichtet wird, jeweils fensterlos. Besonders bemerkenswert ist, dass die Fensterbänder minimal aus der Fassade heraustreten, was zu einer plastischen Gliederung der sonst völlig glatten Fassade führt.

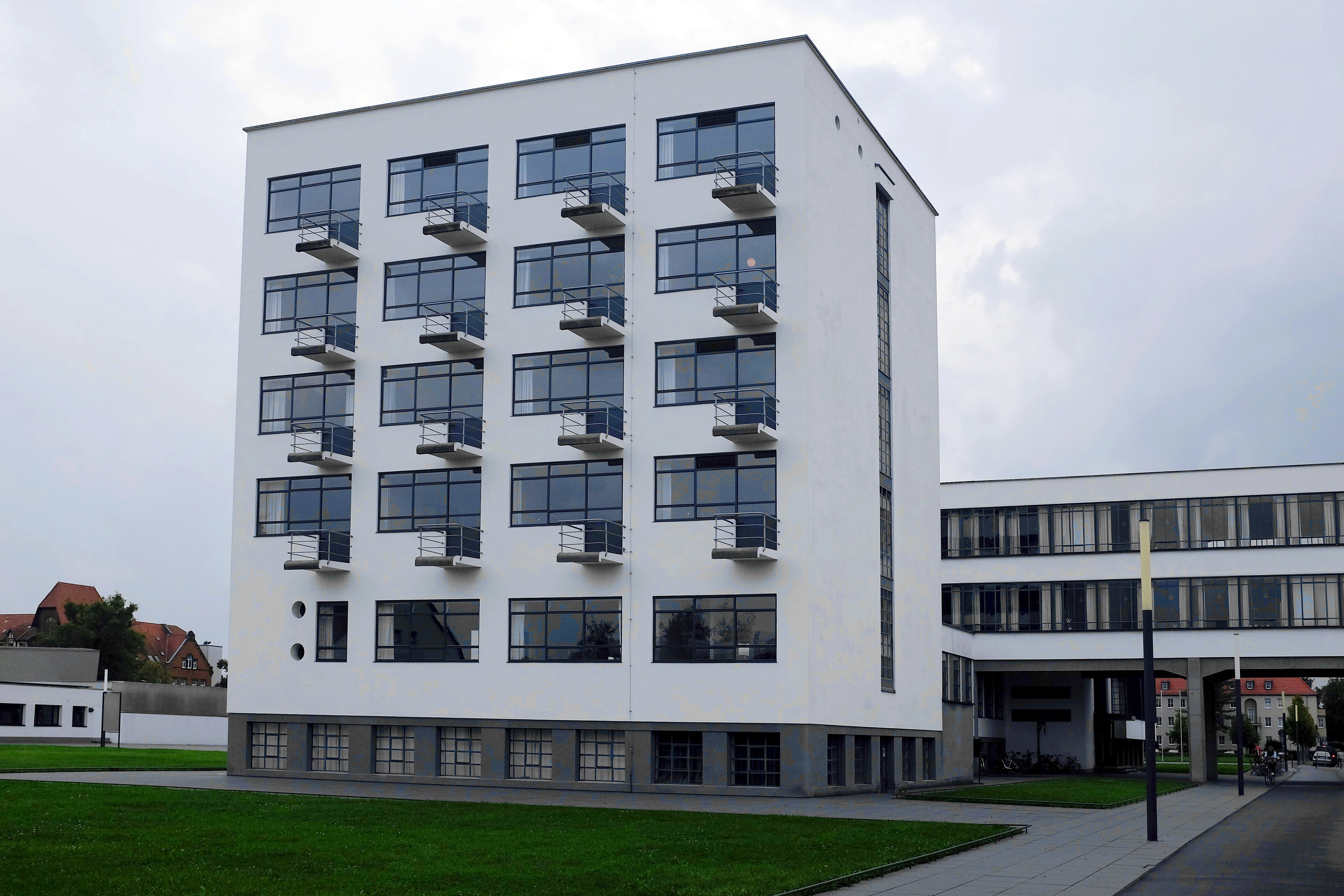
Atelierbau von Osten (2014)

#### Atelierbau
Im fünfgeschossigen und unterkellerten Atelierbau (auch „Prellerhaus“ nach dem gleichnamigen Ateliergebäude in Weimar genannt) waren 28 Wohnateliers für die Jungmeister und Studenten untergebracht. Es handelt sich um den einzigen hochgestreckten Gebäudeteil, was ihm eine besondere Markanz verleiht. Das Gebäude ist weiß verputzt und mit schwarzen Stahlfenstern versehen. Das leicht zurückspringende Kellergeschoss ist mit regelmäßig angeordneten breiten Fenstern versehen und grau gestrichen.
Die Ostfassade ist vierachsig und mit breiten Fenstern versehen. Im ersten bis fünften Stockwerk sind die einzelnen Fenster im rechten Drittel bodentief und dort mit Balkonen versehen. Die Brüstungen der Balkone bestehen aus gebogenen Hohlrohren aus Stahl. Die Nordfassade ist abgesehen von einem vertikalen Fensterband zum dahinter befindlichen Treppenhaus völlig fensterlos. Die Südfassade ist abgesehen von einer zentraler vertikalen Fensterachse ähnlich der Nordfassade fensterlos. Anders als an der Nordfassade befinden sich dort breite Balkone die um die Ecke herum sich noch bis an die Westfassade ziehen. Die Balkonbrüstungen sind ähnlich wie die Balkone im Osten gestaltet.

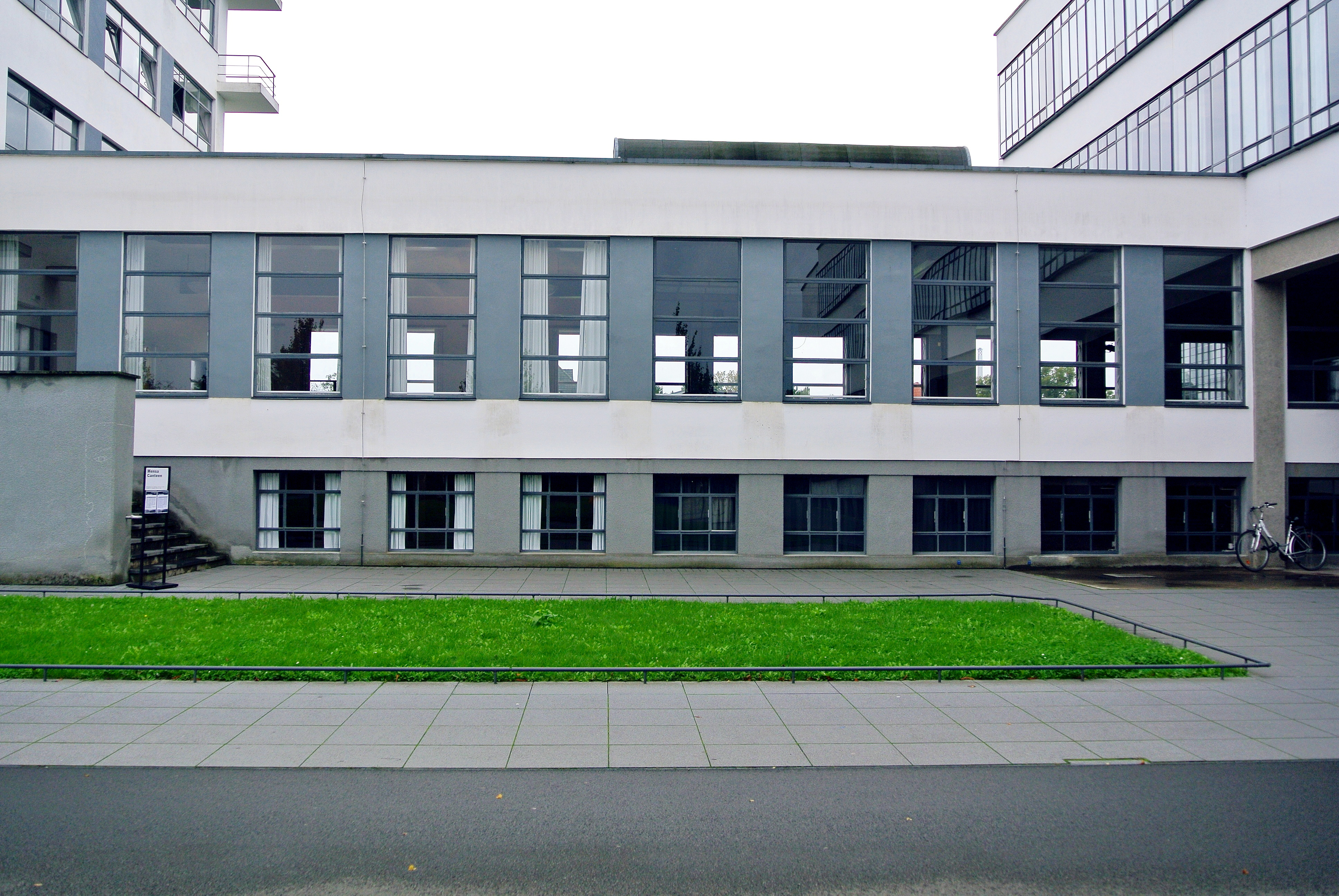
Zwischentrakt von Norden (2014)

#### Zwischentrakt
In einem eingeschossigen Bau zwischen Werkstättentrakt und Atelierhaus befanden sich Aula, Bühne und Mensa des Bauhauses. Der flache Gebäudeteil ist horizontal in Sockelzone mit den Kellerfenster sowie Fensterzone und zwei weißen Putzflächen über und unter der Fensterzone gegliedert. Die Fensterzone besteht aus hochkanten Fensterformaten, zwischen denen sich grau angestrichene Putzflächen befinden. Vier horizontale Sprossen teilen die einzelnen Fenster, die an der Nordseite zehn Achsen bilden.

#### Verwaltungstrakt
Der Nordflügel der Handwerkerschule und der Werkstättentrakt sind durch die zweigeschossige Brücke des Verwaltungstrakts verbunden. Diese war für Verwaltungsräume und das Baubüro von Gropius (später die Architekturabteilung des Bauhauses) gedacht.

### Innenräume
Im Kontrast zum farblich streng gestalteten Äußeren, welches in weiß und grau gehalten ist und mit Silikatfarbe von Keimfarben und Kaseinfarbe gestrichen wurde, gab es im Inneren des Gebäudes eine komplexe Farbgestaltung nach Entwürfen von Hinnerk Scheper. Die Innenräume sind überwiegend mit Leimfarben gestrichen, in geringerem Maße kamen auch Öl- und Wachsfarbe zum Einsatz. Zur Akzentuierung einzelner Flächen und Bauteile wurden zudem besondere Anstrichmittel verwendet: polierte Hochglanzlacke, etwa bei den Stahlbetonbindern im Speisesaal; mit Bindemittel auf die Leimfarbe aufgebrachtes Metallpulver zur Erzielung der silbernen Decke in der Aula und etwa die Anreicherung der grauen Farbe für die Decke in Gropius Arbeitszimmer mit weißen Pigmenten.
Die Farbgebung differenziert zwischen Bauhaus und Kunstgewerbe- und Handwerkerschule. Während beim Bauhaus die Stahlbetonbinder ungefasst und die Decken farbig gefasst waren, sind bei der Kunstgewerbe- und Handwerkerschule die Stahbetonbinder gefasst und die Decken nicht farbig gefasst. Jedes Geschoss bekam eine einheitliche Farbgebung. Das Hochparterre erhielt eine Farbgebung vor allem in Orange und Blau. Im ersten und zweiten Stockwerk sind überwiegend Primärfarben eingesetzt: Gelbes Ultramarin, Zinnoberrot und Kobaltblau.

### Ausstattung

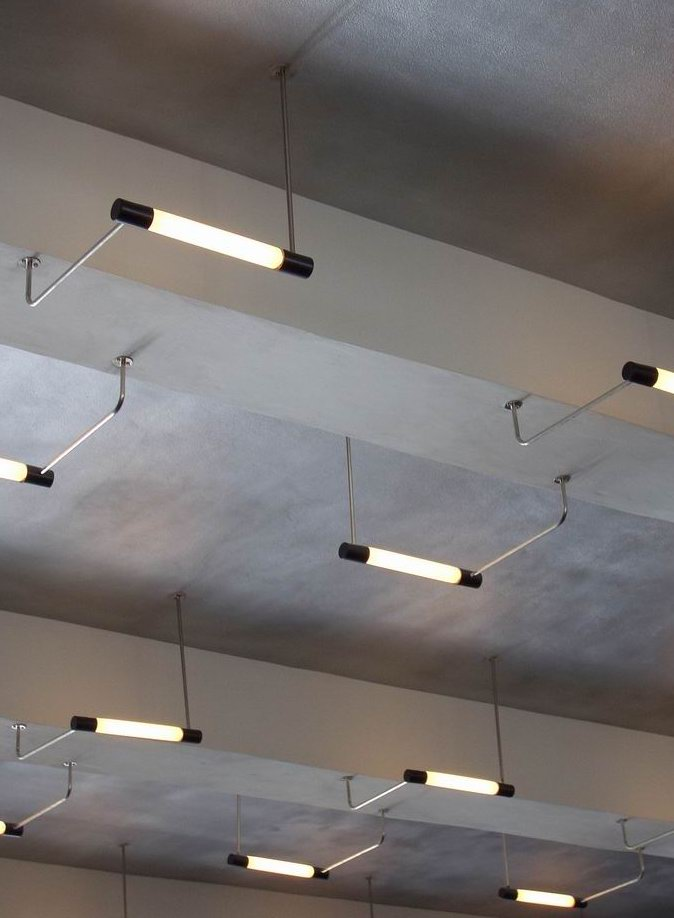
Lampen in der Aula nach Entwürfen von Max Krajewski vor der silber gefassten Decke (2005)

Der Großteil der Möbel, Lampen und sonstigen Ausstattungsgegenstände wurden am Bauhaus selbst entworfen, es wurden jedoch auch einige Ausstattungsgegenstände, überwiegend aus dem Industriebedarf, extern erworben.

#### Leuchten
Eine Vielzahl von verschiedenen Decken- und Tischleuchten war im Bauhaus vorzufinden. Zu den am meisten genutzten Deckenleuchten gehörten die Pendelleuchte mit zweizoniger Glaskugel von Marianne Brandt und die Deckenleuchte mit Zugvorrichtung von Marianne Brandt und Hans Przyrembel. Die Erstere ist eine kugelförmige Pendellampe, dessen untere Kugelhälfte mit Opalglas versehen ist, während die obere mit mattiertem Glas versehen ist. Die beiden Glasschalen sind miteinander verschweißt. Die Deckenleuchte mit Zugvorrichtung ist ein Tiefenstrahler zur Beleuchtung von Arbeitsplätzen aus einer Metallhalbschale und einem Metallgriff zur Höhenverstellung.
Im Speisesaal kamen Deckenleuchten von Max Krajewski zum Einsatz, ebenso im Vestibül. Beide Modelle sind ähnlich und basieren in ihrem Aufbau auf einer flachen Opalglaschale und einer Halterung aus drei Metallstäben. Die Variante im Vestibül verfügt zudem noch über einen Reflektor aus dunklem, trübem Opalglas. In der Aula, im Vestibül und im Südtreppenhaus kamen Leuchtensysteme mit Soffittenlampen von Max Krajewski zum Einsatz. Diese bestehen aus Halterungen aus vernickelten Rohren und einzelnen Soffitenlampen. In der Aula sind die einzelnen Lampen mit jeweils eigenen Gestellen versehen, von denen ein Arm auf den Deckenbinder und der andere auf die Zwischenräume zwischen diesen greift. Im Vestibül kam ein System aus vier Rohren zum Einsatz, die an der Decke befestigt waren und zwischen denen die Soffittenlampen an Halterungen befestigt sind. Im Südtreppenhaus befand sich ein vertikales Rohr im Treppenauge, an dem die Soffittenlampen befestigt waren.
An Tischlampen kamen in besonders vielen Räumen, darunter in den Ateliers der Studierenden, die von Curt Fischer entwickelten Midgard-Lampen des Industriewerks Auma, Ronneberger & Fischer zum Einsatz. Dabei handelte es sich um die Modelle „Doppeltischarm Nummer 114/I“ und „Tischarm Nummer 113“. Im Direktorenzimmer von Gropius stand zudem auf dem Schreibtisch eine Lampe mit Horizontalreflektor wie sie in den 1920er Jahren von verschiedenen Firmen hergestellt wurden und im Schreibmaschinenraum die von Carl Jacob Jucker und Wilhelm Wagenfeld entworfene Lampe mit Opalglasschirm.

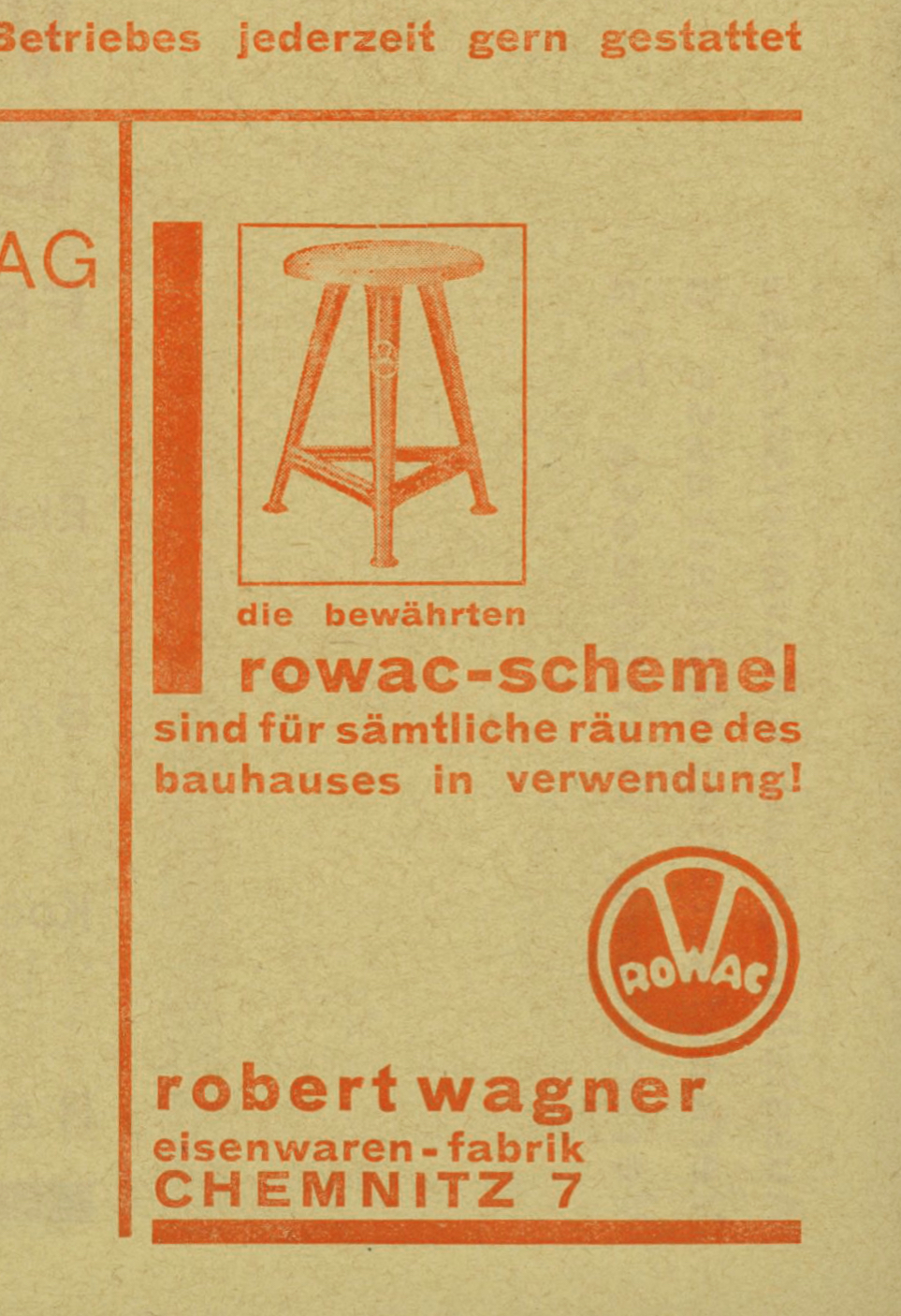
Anzeige für Rowac-Schemel im Prospekt des Bauhaus Dessau (um 1927)

#### Möbel
Die Aula, der Speisesaal, das Direktorenzimmer und die Studentenateliers waren mit Stahlrohrmöbeln nach Entwürfen von Marcel Breuer ausgestattet. Dabei handelte es sich um Theaterstühle, Hocker, Rückenlehnstühle, Beistelltische und Gestelle für Zeichenbretter. Von diesem Möbeln wurden wohl der Theaterstuhl, der Rückenlehnstuhl und das Gestell für Zeichenbretter gezielt für das Bauhausgebäude entworfen. Neben dem Stühlen von Breuer wurden Rowac-Schemel der Chemnitzer Firma Robert Wagner Eisenwarenfabrik genutzt.
Im Bauhausgebäude kamen auch Typenmöbel zum Einsatz, also Möbel die durch genormte Maße eine Vielzahl von Kombinationsmöglichkeiten ergeben. Vermutlich von Marcel Breuer entworfen wurden Schränke, die seinen Esszimmerschränken „ti 66 a, b, c“ von 1926 in ihrem Aufbau ähneln. Weder ist der ursprüngliche Aufstellungsort bekannt, noch sind diese Möbel erhalten. Nicht vom Bauhaus selbst entworfen, aber in mehreren Räumen eingesetzt wurden Register- und Karteischränke der Berliner Firma ODA. Zudem wurden Rollschränke eines unbekannten Herstellers in mehreren Räumen genutzt, die möglicherweise von der Bauhauswerkstatt umgearbeitet wurden.

## Geschichte

### Vorgeschichte

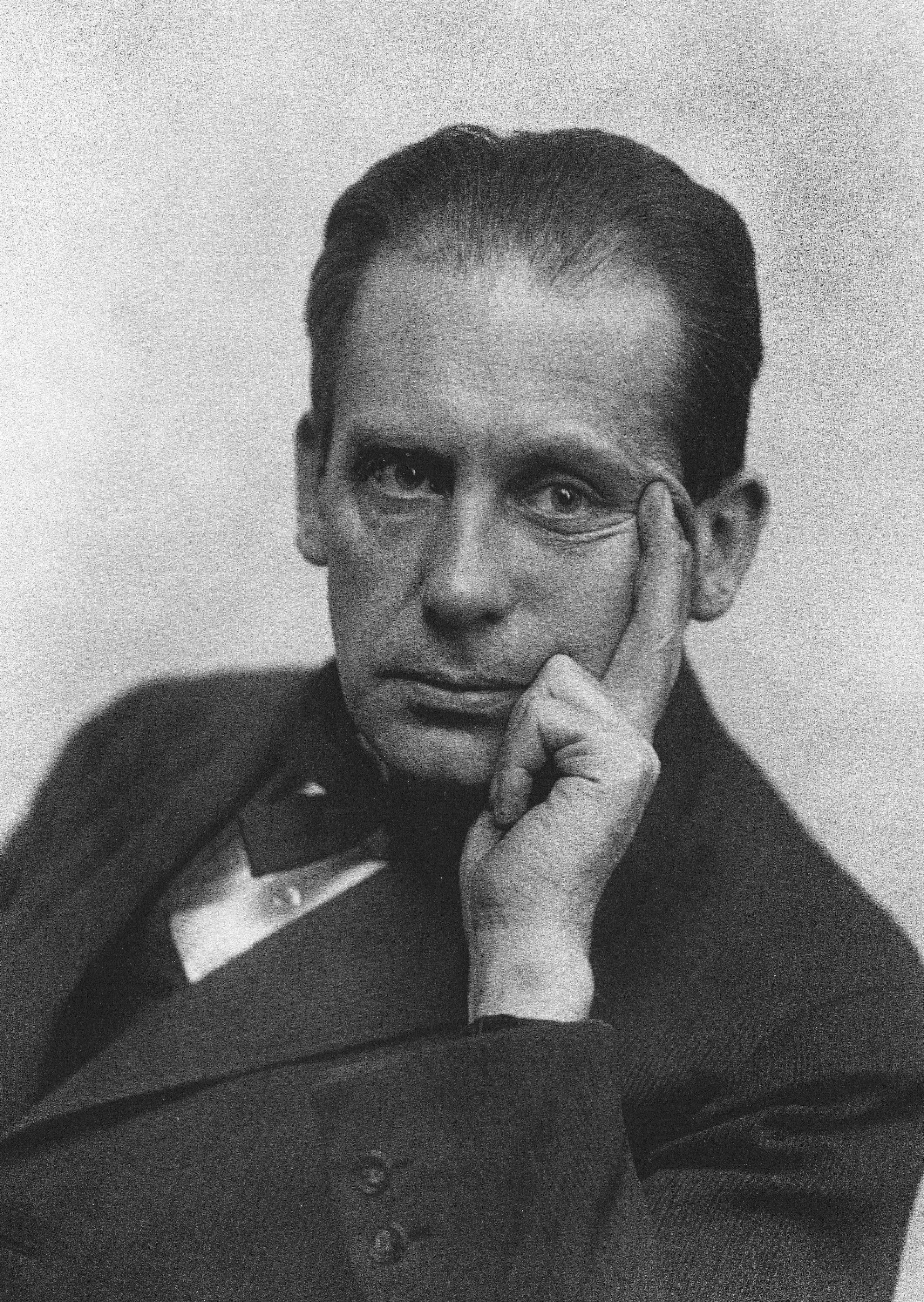
Walter Gropius (Fotografie von Louis Held, um 1919)

Das Bauhaus wurde bereits 1919 unter der Leitung von Walter Gropius als Nachfolge-Institution der 1906 vom Großherzog von Sachsen-Weimar gegründeten Kunstschule bzw. Kunstgewerbeschule Weimar gegründet. Ihr Leiter war von 1919 bis 1928 der Architekt Walter Gropius. Nachdem das Verhältnis zum zunehmend von rechten politischen Kräften dominierten thüringischen Staat immer kritischer geworden war, musste das Bauhaus 1925 auf politischen Druck hin aufgelöst werden. Die Auflösungserklärung wurde bereits am 29. Dezember 1924 in zahlreichen Tageszeitungen veröffentlicht. Sie wurde aber erst mit Ablauf der Verträge, die bis 31. März 1925 Gültigkeit hatten, rechtskräftig. Der Bürgermeister von Dessau, Fritz Hesse, und sein Kulturreferent Ludwig Grote ermöglichten Gropius die Verlagerung der Schule nach Dessau, wo das Bauhaus in den Jahren 1925 bis 1926 nach Entwürfen von Gropius neu errichtet und 1926 als Staatliche Hochschule von Anhalt anerkannt wurde.

### Entstehung
Im März 1925 erhielt das Büro Gropius von der Stadt Dessau den Auftrag, das Gemeinschaftsgebäude der Kunstgewerbe- und Handwerkerschule Dessau (ab 1926 Technische Lehranstalten) und des Bauhauses zu entwerfen. Im September 1925 war der Baubeginn für das gemeinsame Schulgebäude. Am 21. März 1926 war das Richtfest und am 4. Dezember 1926 die Einweihung.
Meister und Bauhaus-Werkstätten hatten große Teile der Einrichtung selbst geplant und durchgeführt: Möbel und Einbauten stammten aus der Tischlerei (Bestuhlung der Aula von Marcel Breuer). Lediglich für die Lehrräume im Brückentrakt sowie die Werkstätten wählte Walter Gropius Hocker der Firma Rowac, Chemnitz. Die Lampen wurden in der Metallwerkstatt hauptsächlich von Marianne Brandt entworfen (Leuchtkörper in der Aula von Max Krajewski) Möbelstoffe und Vorhangstoffe entstanden in der eigenen Weberei unter Gunta Stölzl. Die Beschriftungen kamen aus der Reklamewerkstatt und die Farbgestaltung aus der Werkstatt für Wandmalerei.
Mit der Gründung 1926 wurde erstmals auch eine Architekturabteilung aufgebaut, deren Leitung 1927 der Schweizer Hannes Meyer übernahm. 1928 trat Gropius von der Leitung zurück. Der politisch stark engagierte Meyer übernahm am 1. April 1928 seine Nachfolge und baute die Architekturabteilung weiter aus, wurde aber ebenfalls aus politischen Gründen am 1. August 1930 entlassen und ging mit einer Gruppe seiner Studenten nach Moskau. Ihm folgte Ludwig Mies van der Rohe, dem es trotz fachlich-wissenschaftlicher Stärkung der Schule nicht gelang, das Bauhaus aus den politischen Wirren herauszuhalten.

### Zeit des Nationalsozialismus
1931, also gut ein Jahr vor Hitlers Machtergreifung, gewann die NSDAP bei den Gemeinderatswahlen in Dessau 15 der 36 Sitze und war damit stärkste Fraktion. In ihrem Flugblatt zu den Wahlen am 25. Oktober 1931 forderten die Nationalsozialisten als ersten von acht Punkten:
„Sofortige Streichung sämtlicher Ausgaben für das Bauhaus. Ausländische Lehrkräfte sind fristlos zu kündigen, da es unvereinbar ist mit der Verantwortung, die eine gute Gemeindeführung gegenüber ihren Bürgern zu tragen hat, daß deutsche Volksgenossen hungern, während Ausländer in überreichlichem Maße aus den Steuergroschen des darbenden Volkes besoldet werden. Deutsche Lehrkräfte sind durch Vermittlung der Gemeinde in Dessau oder anderwärts unterzubringen. Für die im Bauhaus befindlichen Handwerkerschulen ist Unterkunft andernorts zu schaffen. Der Abbruch des Bauhauses ist sofort in die Wege zu leiten.“
Die NSDAP verlangte in der Gemeinderatssitzung am 21. Januar 1932 den Abbruch des Gebäudes. Dies und der Beschluss auf Streichung der Gelder konnten knapp verhindert werden. Am 8. Juli 1932 besichtigten der zum Ministerpräsidenten des Freistaats Anhalt gewählte Nationalsozialist Alfred Freyberg und der nationalsozialistische Kunsttheoretiker und Architekt Paul Schultze-Naumburg das Bauhaus Dessau. Da sich inzwischen die Stimmverhältnisse im Gemeinderat geändert hatten, erfolgte am 22. August 1932 auf Antrag der NSDAP-Fraktion der Beschluss zur Schließung. Mies van der Rohe versuchte noch die Fortführung als Bauhaus Berlin als Privatinstitut in Berlin-Lankwitz; aber schon 1933 wurde die Institution von den Nationalsozialisten endgültig zur Selbstauflösung gezwungen.
Zu einem Abbruch des Gebäudes kam es nicht. Das Dessauer Bauhausgebäude diente in der NS-Zeit einer Vielzahl von wechselnden Institutionen. Die Kunstgewerbe- und Handwerkerschule blieb im Nordflügel, das Arbeitsamt nutzte die Räume der ehemaligen Färberei im Kellergeschoss und das Institut für Raketentechnik des Deutschen Ingenieursvereins nutzte spätestens ab März 1933 Räumlichkeiten im Keller des Werkstättenflügels und später die ehemalige Metallwerkstatt. Ab April 1933 übernahmen der staatliche weibliche Arbeitsdienst die vormals vom Arbeitsamt genutzten Flächen sowie weitere Flächen im Obergeschoss. Ebenfalls ab April übernahm die Landfrauen-Arbeitsschule Werkstattflügel, Zwischentrakt und Atelierbau. Ab Oktober 1933 wurden Teile des Werkstättenflügels als Gauführerschule des Gau Magdeburg-Anhalt genutzt, nach dem Auszug der Landfrauenschule 1938 nutzten diese auch die zuvor von dieser genutzte Flächen.
Mit Kriegsbeginn wurde das Gebäude ab September 1939 zu einem großen Teil durch die Junkers-Werke genutzt, die die Innenräume ab 1940 für die Schaffung von Büros und Forschungsateliers umbauten. Das Gebäude wurde zwischen Juli und Oktober 1941 mit einem Tarnanstrich versehen. Beim Luftangriff auf Dessau am 7. März 1945 wurde der Werkstättenflügel durch eine Brandbombe getroffen, wodurch die Glas-Vorhangfassade zerstört wurde. Auch der Nordflügel und der Verwaltungstrakt wurden stark beschädigt.

### Nachkriegszeit

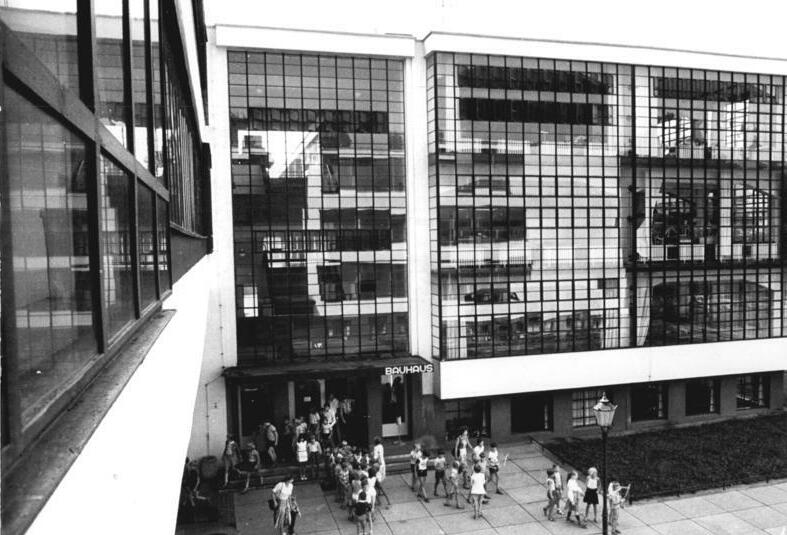
Rekonstruiertes Erscheinungsbild im Jahre 1983

Nach dem Krieg wurde das Bauhausgebäude vereinfacht wieder aufgebaut (die Glasvorhangfassade wurde nicht rekonstruiert) und u. a. als Berufsschule genutzt.
1976 gab es einen ersten Versuch der Rückführung auf das originale Erscheinungsbild, bei dem auch die zerstörte Glasvorhangfassade anhand eines erhaltenen Reststückes rekonstruiert wurde. Dabei wurde aus Gründen der Wartungsfreundlichkeit Aluminium statt Stahl eingesetzt. Das Bauhaus wurde als Bildungszentrum vom Amt für Industrielle Formgestaltung genutzt, dessen Direktor Martin Kelm sich stark für den Erhalt und Wiederaufbau eingesetzt hatte.

### Nach der Wiedervereinigung
Seit 1994 ist das Gebäude in Dessau Sitz der Stiftung Bauhaus Dessau, die „das Erbe des historischen Bauhauses zu bewahren und der Öffentlichkeit zu vermitteln“ und „angesichts dieses Erbes Beiträge zur Gestaltung der heutigen Lebensumwelt zu leisten“ verpflichtet ist. Im Jahre 1996 wurde das Gebäude in der Liste des Weltkulturerbes der UNESCO eingetragen und 2001 in das Blaubuch der Bundesregierung, einer Liste von bedeutsamen Kultureinrichtungen in Ostdeutschland, aufgenommen.
Zwischen 1996 und 2006 wurde das Bauhaus Dessau für 17 Millionen Euro nach den Plänen der 1920er Jahre und Befunden instand gesetzt und restauriert. Nachdem die letzten Instandsetzungsarbeiten 2009 abgeschlossen wurden, kann das Gebäude wieder annähernd so besichtigt werden, wie es ursprünglich geplant und gebaut wurde. Dennoch gibt es Unterschiede zur originalen Bausubstanz, die aufgrund der wechselvollen Geschichte des Gebäudes, modernen Notwendigkeiten und denkmalpflegerischen Überlegungen nicht aufzulösen sind. Diese umfassen unter anderem:
- Die Glasfassade des Werkstattgebäudes war ursprünglich kristallverglast und spiegelte somit sehr viel stärker als die heutige Verglasung aus normalem Glas. Der ursprüngliche Eindruck ist nur noch auf Fotos von Lucia Moholy erhalten, die kurz nach der Erbauung entstanden.
- Möbel und Türgriffe wurden teilweise durch möglichst originalgetreue Repliken ersetzt. Dies wurde unter anderem dadurch begünstigt, dass einige der alten Entwürfe heute wieder industriell produziert werden. Andere Stücke wie die Bestuhlung der Aula sind neue Einzelanfertigungen.
- Die seinerzeit verwendeten Baumaterialien waren teilweise experimentell, so dass sie ein ständiges Ausbessern erforderten, so z. B. die Fußböden aus Steinholzestrich oder Triolin.
- Das Gebäude wurde neu elektrifiziert.
- Im Zuge einer grundlegenden Neugestaltung des Umfeldes wurde auch die Außenanlage[19] umgestaltet. Planer war der Landschaftsarchitekt Tobias Mann aus Fulda.[20]

Heute wird der Großteil des Gebäudes von der 1994 gegründeten Stiftung Bauhaus Dessau genutzt, die den Auftrag hat, das Erbe des Bauhauses zu bewahren, zu vermitteln und seine Ideen lebendig zu halten. Zu diesem Zweck ist sie unter anderem denkmalpflegerisch und in der kuratorischen Vermittlung sowie in der Lehre und der Forschung tätig. Die Stiftung verfügt zudem über eine eigene Sammlung und eine Forschungsbibliothek. Die ehemaligen Studentenwohnungen auf der Balkonseite des Ostflügels werden als Appartements vermietet. Des Weiteren besteht ein Pachtvertrag mit der Hochschule Anhalt. Derzeit werden sechs Räume im Parterrebereich des Nordflügels für Lehrtätigkeiten genutzt.

## Architektur

### Funktion und Gestaltung

Prudential Building (Dankmar Adler, Louis Sullivan, 1894–96). Die funktional identischen Bürogeschosse sind gleich gestaltet, die unteren Geschäftsgeschosse und das obere Technikgeschoss aufgrund ihrer anderen Funktion davon abweichend.

Der komplexe Gebäudegrundriss ergibt sich aus der Unterbringung einer Vielzahl von Funktionen in einzelne Gebäudeteile, die jeweils eine eigene Gestaltung der Fassaden aufweisen. Gropius bringt die verschiedenen Funktionen nicht hinter einer einheitlichen Fassade in einem einzigen Baukörper unter, sondern wählt für jede Funktion eine spezifische Gestaltung, die zusammen in ihrer Gesamtheit jedoch eine Einheit bilden. Er greift dabei einen Gedanken auf, der schon von Louis Sullivan formuliert wurde:

„Zeigt dies [das Gesetz der Natur dass die Form der Funktion folgt] nicht klar und deutlich und endgültig, daß eine oder zwei der untersten Etagen einen besonderen Charakter, entsprechend den besonderen Bedürfnissen, zum Ausdruck bringen müssen? Daß die Reihen der eigentlichen Büros, die die gleiche unveränderte Funktion haben, die gleiche unveränderte Form behalten müssen?“

Sullivan war der Meinung, dass Stockwerke, die die gleiche Funktion in einem Gebäude haben, gleich gestaltet sein sollten, solche die eine andere Funktion haben, sich dementsprechend aber auch unterscheiden sollten. Dieser Grundprämisse folgt Gropius beim Bauhausgebäude insofern, als dass die einzelnen, funktional unterschiedenen Teile sich jeweils in ihrer spezifischen Gestaltung unterscheiden und sogar räumlich getrennt sind, statt sie hinter einer vereinheitlichenden Fassade unterzubringen.

### Ansichtigkeit und Grundriss

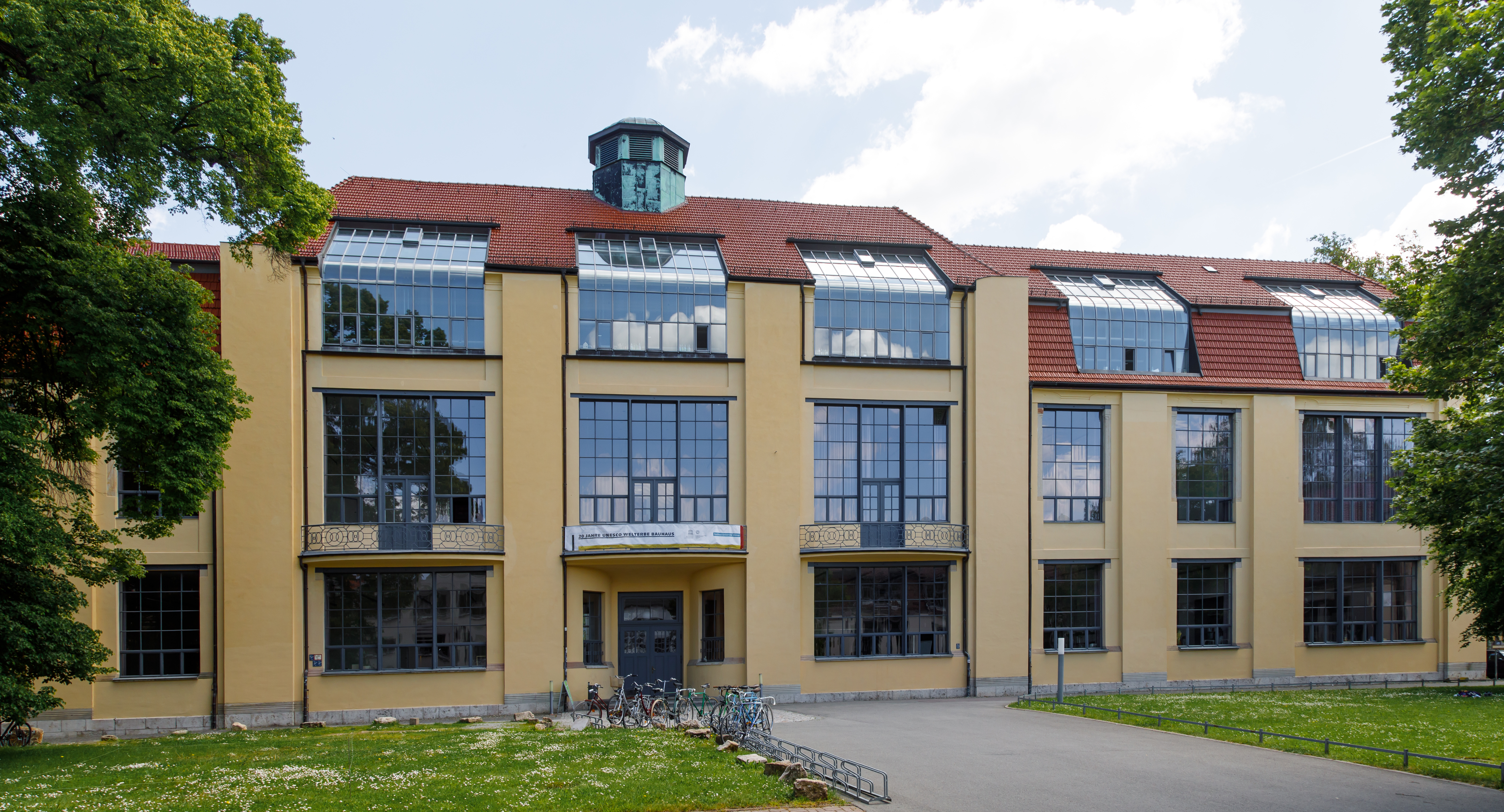
Großherzoglich-Sächsische Kunstschule Weimar (Henry van de Velde, 1904–11). Auch wenn sich hier schon eine reformerische, moderne Architektur zeigt, besitzt das Gebäude eine eindeutige Repräsentationsseite.

Der komplexe Grundriss des Gebäudekomplexes und die Anordnung der einzelnen Teile im Raum zu einem „Flügelrad mit drei hakenförmigen Flügeln“ steht im Kontrast zu einer traditionellen Gebäudegestaltung, die eine primäre Schauseite verlangt, die in der Regel der Erschließung dient. Das Bauhausgebäude besitzt keine repräsentative Schauseite, und die Erschließung erfolgt über drei Eingänge, die überwiegend so platziert sind, um eine funktionale Wegeführung zu gewährleisten.
Die ästhetische Wirkung des Gebäudes basiert statt auf einer Schauseite ganz wesentlich auf ihrer Allansichtigkeit im Raum und nicht auf der zweidimensionalen Gestaltung der einzelnen Fassaden. Für diese Ansichtigkeit des Gebäudes spielt auch die Glas-Vorhangfassade eine Rolle, die einerseits die scharfe Trennung von Innen- und Außenraum in ästhetischer Hinsicht durchbricht, sowie durch ihre Gestaltung über Eck die Begrenzung der einzelnen Fassaden als zweidimensionale Flächen zugunsten einer dreidimensionalen Ansichtigkeit auflöst. Sigfried Giedion verglich diese Qualität des Gebäudes mit der Auflösung der Formen im (analytischen) Kubismus und erläutert dies exemplarisch an dem Gemälde „L’Arlésienne“ von Pablo Picasso. 

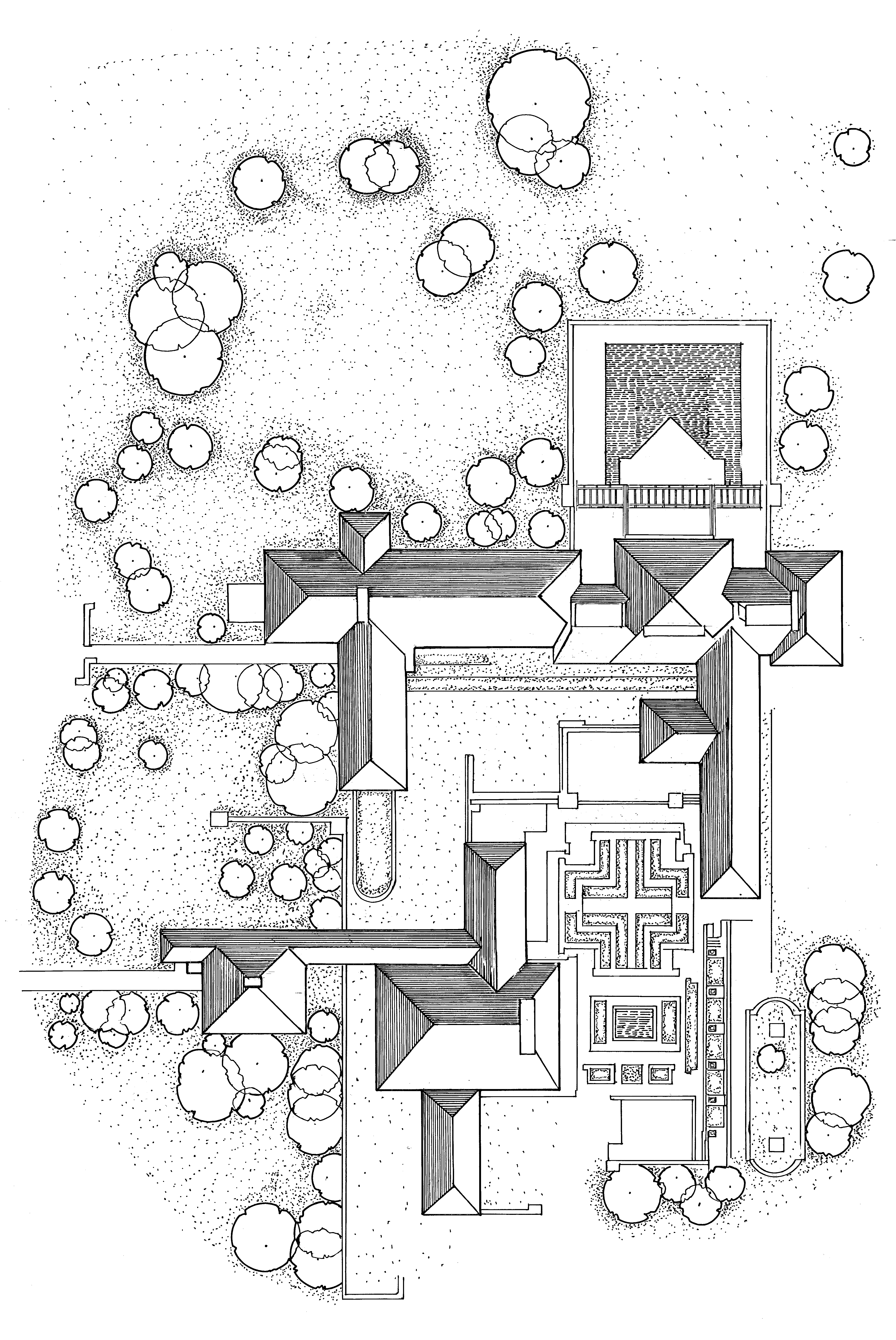
Coonley House (Frank Lloyd Wright, 1901)

Besonderen Einfluss auf die Gestaltung des Grundrisses beim Bauhausgebäude Dessau übten die Wohnhausentwürfe von Frank Lloyd Wright. Wright zerlegte die einzelnen Räume zu komplexen, flügelförmigen Anlagen, die den Freiraum um sie herum umschließen und zum essentiellen Teil der Gestaltung machen. Im Gegensatz zu den Entwürfen von Wright, bei denen die Anlagen in hohem Maße nach oben zurückstaffeln und dadurch mit dem Boden verbunden erscheinen, nutzt Gropius jedoch auch Brücken und zieht das Kellergeschoss unter den Baukörpern zurück, sodass die einzelnen Gebäudequader fast über dem Grund zu schweben erscheinen.

### Industrielles Bauen und Zweckmäßigkeit
Das Bauhausgebäude ist in seiner Gestaltung dem industriellen Bauen verpflichtet, womit es sich etwa vom 1920 bis 1921 vom Bauhaus unter der Leitung Walter Gropius entworfenen Haus Sommerfeld abhebt, bei dem in Anlehnung an die Ideale des Werkbundes eine neue Einheit von Kunst, Architektur und Handwerk geschaffen werden sollte. Typus, Standard und Industrialisiertes Bauen spielten zu diesem Zeitpunkt für das Bauhaus jedoch noch keine Rolle. Um 1922/23 kam es jedoch zu einer Hinwendung zur Forderung nach der Berücksichtigung moderner Fertigungsmethoden und damit übereinstimmenden Formensprache. Dieser Einfluss kam von außen besonders durch Theo van Doesburg zustande und von innen durch die Berufung von László Moholy-Nagy in den Lehrkörper im Jahr 1923. Damit kam es auch zu einem Wandel vom Bezug auf die nationale Handwerkstradition zur internationalen Entwicklung der Industrie. Die Verbindung zwischen einer rationalen, der Moderne angemessenen Architektur und einem völligen Verzicht auf Ornament stellte bereits Adolf Loos in seinem 1910 gehaltenen Vortrag „Ornament und Verbrechen“ dar, der auf Deutsch jedoch erst 1929 publiziert wurde.
Dass die am Bauhausgebäude sich manifestierenden Architektursprache sich zwingend notwendig ergebe, wenn ein rationales und zweckmäßiges Bauen verfolgt wird, wurde jedoch, besonders von Vertretern der Postmoderne bestritten:

„[…] es ist trotzdem nicht möglich einzusehen, daß dessen Form [des Bauhausgebäudes] einzig das Resultat eines Prozesses sein soll – von, wie Gropius geltend machte, »unserem Fortschreiten von den Einfällen bloßer architektonischer Launenhaftigkeit zu den Diktaten struktureller Logik«. Dieses Gebäude stellt die sinnvolle und wirkungsvolle Verwirklichung eines industriellen »Vokabulars« von Stahlgerüsten, Glaswänden und fließendem Raum dar, eine persönliche Interpretation der Formensprache des Industriebaus und seiner Vorliebe für einfache geometrische Formen. Es ist in Wahrheit ein symbolisches Gebäude, symbolisch für industriellen Prozeß und fortgeschrittene Technologie“

Nach Venturi besteht keine zwingende Logik in der Architektursprache des Bauhausgebäudes, sie ist eine symbolische Ordnung – eine die in diesem Falle Industrialisierung und Fortschritt symbolisiert – genau wie die Architektur etwa des Historismus, auf die Gropius Kritik („Einfälle bloßer architektonischer Launenhaftigkeit“) abzielt, eine symbolische Ordnung darstellt. Diese Kritik wird insofern gestützt als dass einige Elemente des Bauhausgebäudes keineswegs so zweckmäßig waren, wie es erscheinen mag. Besonders die Vorhangfassade erscheint in einer ästhetischen Architekturbetrachtung zweckmäßig, denn die lässt industrialisiertes Bauen, Licht und Hygiene assoziieren. Tatsächlich kam es jedoch zu einer Aufheizung des Gebäudes im Sommer und einer starken Abkühlung im Winter durch die große Fensterfläche. Der Bau der Vorgangfassade war zudem sehr aufwendig und musste wegen der Größe vor Ort durchgeführt werden und konnte gerade nicht vorfabriziert werden, wie dies mit kleineren Fenstern möglich gewesen wäre.

### Proportion

-Triangulatur nach Alhard von Drach, die am Bauhaus gelehrt wurde und vermutlich dem Verwaltungstrakt zugrunde liegt.

Walter Gropius setzte sich seit seinem Studium mit den Proportionslehren von Eugène Viollet-le-Duc, August Thiersch, Hendrik Petrus Berlage und anderen auseinander. Gropius nutzte wohl ein Rastersystem für den Grundriss sowie vermutlich ein Diagonalsystem nach dem Modell von Berlage für die Gliederung insbesondere der Fassaden des Werkstattflügels. Für den Grundriss wird eine Konstruktion nach dem goldenen Schnitt angenommen. Möglicherweise ist der Verwaltungstrakt nach der {\displaystyle {\frac {\pi }{4}}}-Triangulatur von Alhard von Drach proportioniert, dessen Publikation zur Proportionslehre in der Bibliothek des Bauhauses vorhanden war und nachweislich im Unterricht gelehrt wurde.

### Konstruktion und Materialien
Bereits 1911 entwarf Walter Gropius mit Adolf Meyer das Fagus-Werk in Alfeld an der Leine (Niedersachsen). Dabei entwickelten sie Elemente, die später charakteristisch und stilbestimmend werden sollten: Die Stahlskelettbauweise – tragende Stahlelemente mit Ziegelausfachung bedeckt von einem Flachdach – ermöglichte den Verzicht auf statische Verstärkung der Gebäudeecken. Diese „offenen Ecken“ wurden ersetzt durch kantenumgreifende Verglasung sowie Balkone und vermittelten so einen Eindruck von Leichtigkeit. Dabei trug die vorgehängte Glasfassade selbst keine Last, zeigte aber die tragenden Elemente, die so selbst gestaltende Teile wurden.

## Bedeutung und Rezeption

### Architekturgeschichtliche Einordnung und Rezeption
Das Bauhausgebäude Dessau steht am Anfang einer neuen Architektursprache der Zwischenkriegsmoderne, die eine Reihe von Entwicklungen der Vorkriegszeit aufnimmt und synthetisiert: das Vokabular an Formen und Konstruktion des Faguswerkes, die Erfahrung des Werkbundes, den Idealismus und Utopismus der Nachkriegszeit und die Suche nach einer Sprache, die Abstraktion und Technisierung vereint. Nach William J. R. Curtis manifestiert sich diese Synthese zu diesem Zeitpunkt in gleicher Weise nur im Haus Schröder und dem Maison Cook. Damit steht es am Beginn einer Architektursprache, für die Philip C. Johnson und Henry-Russel Hitchcock den nicht unumstrittenen Begriff Internationaler Stil prägten. Seine Bedeutung für die modernen Architektur betont auch Sigfried Giedion, der das Bauhausgebäude unter den drei Gebäuden nennt, die mit dessen Aufstieg untrennbar verbunden sind. Neben dem Bauhausgebäude nennt er noch das unverwirklicht gebliebene Projekt für den Völkerbundpalast von Le Corbusier (1927) und das Sanatorium in Paimio (1929–33) von Alvar Aalto.

Vom Bauhausgebäude Dessau wurde in Deutschland und darüber hinaus Notiz in Architekturfachzeitschriften genommen. Das neue Frankfurt, die Schweizerische Bauzeitung, in der Tschechoslowakei ReD, in der Sowjetunion Sowremennaja architektura und in Frankreich Cahiers d’Art berichteten, teilweise mit Fotografien, über das Gebäude.

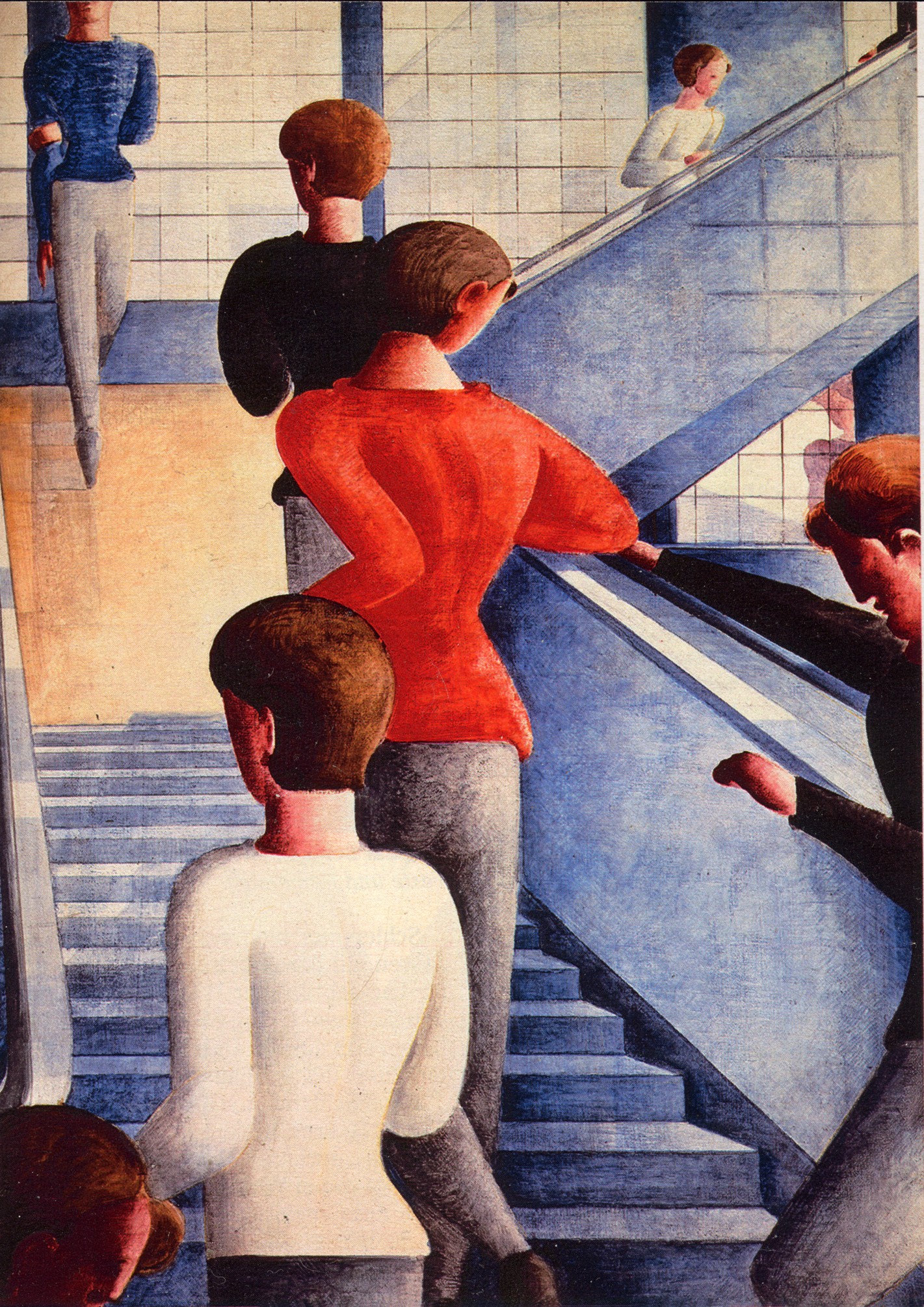
Oskar Schlemmer, Bauhaustreppe, 1932, Öl auf Leinwand, 162,3 × 114,3 cm, New York, Museum of Modern Art, 597.1942

### Motiv in der Kunst
Fotografisch wurde das Bauhaus besonders durch Fotografen des Bauhauses selbst festgehalten. Für Veröffentlichungen von Gropius zum Gebäude nutzte dieser besonders die Fotografien von Lucia Moholy, sowie ein Luftbild der Junkers Luftbild-Zentrale. Lyonel Feininger, T. Lux Feininger und eine Reihe nicht identifizierter Fotografen aus dem Umfeld des Bauhauses schufen ebenfalls eine Reihe von Fotografien, die das Gebäude zeigen. Eine Broschüre des Bauhauses nach einem Entwurf von Herbert Bayer nutzte eine Fotografie des Atelierbaus als Titelblatt.
Oskar Schlemmers Gemälde Bauhaustreppe, welches Studierende im Treppenhaus des Bauhausgebäudes Dessau zeigt, ist eines der bekanntesten Gemälde der Neuen Sachlichkeit.